# 特拉福伊爾艾斯萬德山

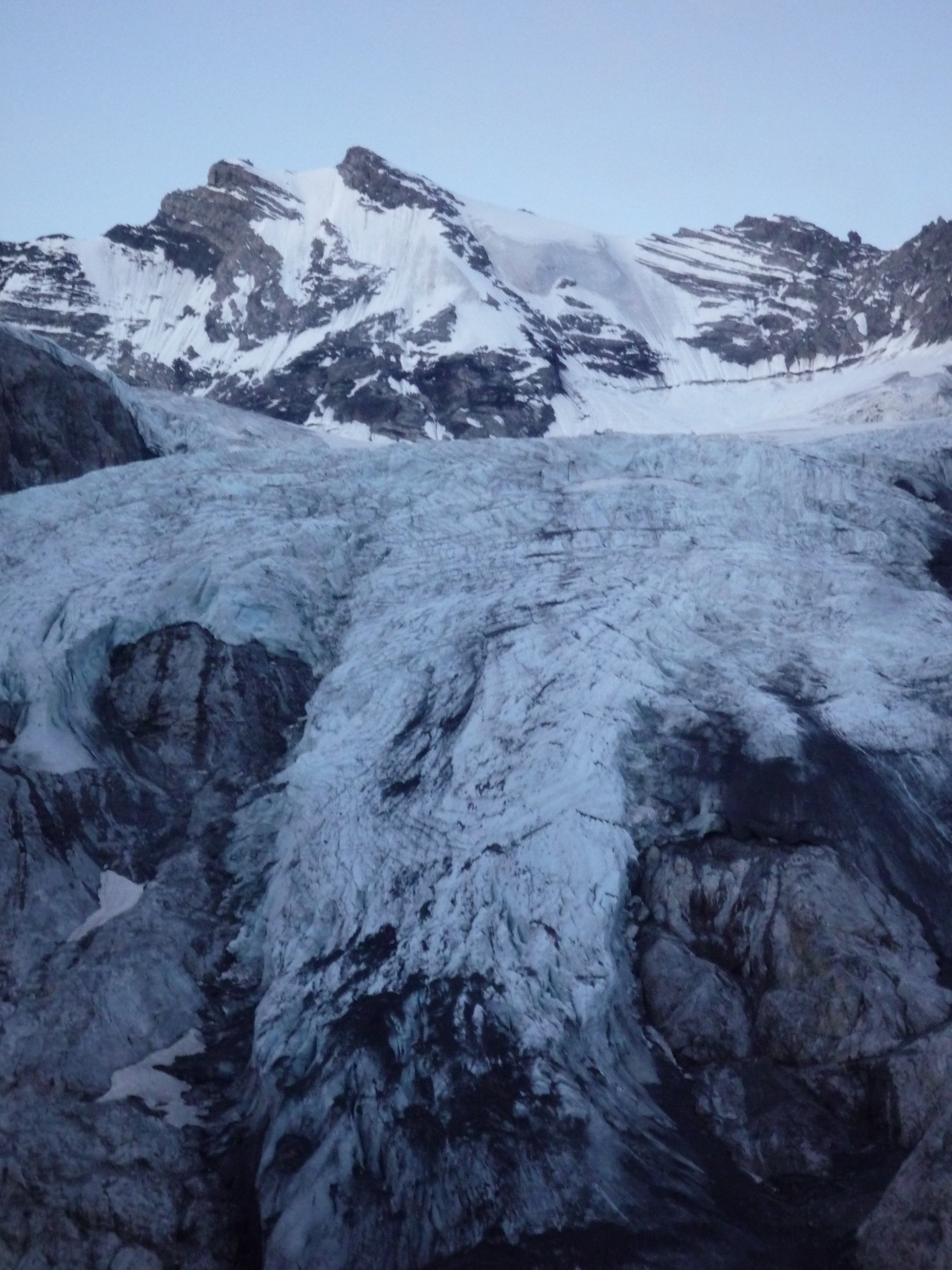

46°29′44″N 10°30′58″E / 46.495619°N 10.516207°E
特拉福伊爾艾斯萬德山（德語：Trafoier Eiswand），是意大利的山峰，位於該國北部，處於博爾扎諾-南蒂羅爾自治省和松德里奧省接壤的邊界，屬於奥特莱斯山的一部分，海拔高度3,565米，人類在1872年7月8日首次登頂。